# Paçanga
Paçanga o paçanga böreği és un tipus de börek fregida de la cuina turca fet amb massa fina yufka, pastırma, formatge turc "kaşar", tomàquets i pebrots com a ingredients bàsics.
L'etimòleg turc Sevan Nişanyan pensa que el nom d'aquest plat ve del nom del gènere musical cubà patxanga sense presentar una explicació. També critica l'Associació de la Llengua Turca (TDK) per no acceptar aquesta paraula als seus diccionaris.